# Йа (буква арабского алфавита)
Йа (араб. ياء ‎) — двадцать восьмая буква арабского алфавита. Звук произносится как русское «й», но энергичнее. Относится к лунным буквам.

## Соединение
Стоящая в начале слова Йа пишется, как يـ; в середине слова — как ـيـ и в конце слова — ـي.

## Абджадия
Букве соответствует число 10.

## Произношение
Звук (йа) является средненебным фрикативным сонантом. При артикуляции этого звука средняя часть спинки языка сближается с твёрдым нёбом; язык несколько выдвинут вперёд, к переднему нёбу. Образующаяся между нёбом и спинкой языка щель суживается настолько, что к звуку голоса прибавляется ещё шум, получающийся в результате прохождения струи воздуха. При этом музыкальные тоны преобладают над шумом. Мягкое нёбо поднято, и воздух проходит через носовую полость. Органы речи при артикуляции (й) не напряжены.
Арабский звук (й) мягче русского (й), так как при артикуляции арабского (й) язык больше выдвинут вперёд, чем при артикуляции русского (й).
Гласные при (й) произносят так же, как при средних и палатизированных согласных.

## Персидская письменность
В персидском алфавите буква называется "Йе" и имеет собственный номер Unicode. Конечная и изолированная формы этой буквы пишутся без двух подстрочных точек, то есть графически совпадают с арабским «алиф максура». В свою очередь, «алиф максура» в персидском не используется и заменяется обычным конечным алифом.